# Фрата Терме (Форли-Чезена)
Фрата Терме (итал. Fratta Terme) је насеље у Италији у округу Форли-Чезена, региону Емилија-Ромања.
Према процени из 2011. у насељу је живело 1487 становника. Насеље се налази на надморској висини од 70 м.